# Aeroportul Istanbul
Aeroportul Istanbul (în turcă İstanbul Havalimanı, IATA: IST, ICAO: LTFM) este principalul aeroport internațional care deservește Istanbul, Turcia. Este situat în districtul Arnavutköy, în partea europeană a orașului.
Toate zborurile comerciale programate de pasageri au fost transferate de la Aeroportul Atatürk la Aeroportul Istanbul la 6 aprilie 2019, ca urmare a închiderii Aeroportului Atatürk pentru zboruri regulate de pasageri. Codul de aeroport IATA IST a fost de asemenea transferat pe noul aeroport.
A deservit peste 64 de milioane de pasageri în 2022, devenind cel mai mare aeroport din Europa. În lista celor mai mari aeroporturi din lume după numărul de călători a urcat de pe locul 13 în anul 2021 pe locul 7 în 2022.

## Destinații
La momentul actual (sept 2024) următoarele aeroporturi din România au legătruri directe cu acest aeroport:  Brașov, București, Cluj-Napoca, Constanța, Iași